# Hipposideros stenotis
Hipposideros stenotis is een vleermuis uit het geslacht Hipposideros die voorkomt in Noord-Australië. Daar leeft hij in drie gescheiden gebieden: West-Kimberley (West-Australië), Top End (Noordelijk Territorium), en ten zuiden van de Golf van Carpentaria (Noordelijk Territorium en Queensland). Het dier slaapt in zandsteengrotten en oude mijnen, maar foerageert in allerlei landschappen.
Deze soort lijkt zeer sterk op H. semoni uit Queensland en Nieuw-Guinea, maar verschilt iets in de vorm van het neusblad. De lange vacht is aan de bovenkant grijsbruin en op de onderkant van het lichaam wat lichter. Deze soort heeft lange, smalle oren. De kop-romplengte bedraagt 40 tot 46 mm, de voorarmlengte 42 tot 46 mm, de oorlengte 17 tot 21 mm en het gewicht 4,6 tot 6,4 g.
Het is een schuwe, zeldzame soort. Het dier eet vliegende insecten die op kleine hoogte worden gevangen. De vlucht is langzaam en fladderend. Tussen oktober en januari wordt een enkel jong geboren.
Hipposideros abae · Himalayarondbladneus (Hipposideros armiger) · Hipposideros ater · Hipposideros beatus · Hipposideros bicolor · Hipposideros boeadii · Hipposideros breviceps · Gewone rondbladneus (Hipposideros caffer) · Hipposideros calcaratus · Hipposideros camerunensis · Hipposideros cervinus · Hipposideros cineraceus · Reuzenrondbladneus (Hipposideros commersoni) · Hipposideros coronatus · Hipposideros corynophyllus · Hipposideros coxi · Hipposideros crumeniferus · Hipposideros curtus · Hipposideros cyclops · Hipposideros demissus · Hipposideros diadema · Hipposideros dinops · Hipposideros doriae · Hipposideros durgadasi · Hipposideros dyacorum · Hipposideros edwardshilli · Hipposideros fuliginosus · Hipposideros fulvus · Hipposideros galeritus · Hipposideros gigas · Hipposideros grandis · Hipposideros halophyllus · Hipposideros hypophyllus · Hipposideros inexpectatus · Hipposideros inornatus · Jonesrondbladneus (Hipposideros jonesi) · Hipposideros khaokhouayensis · Hipposideros khasiana · Hipposideros lamottei · Hipposideros lankadiva · Hipposideros larvatus · Hipposideros lekaguli · Hipposideros lylei · Hipposideros macrobullatus · Hipposideros madurae · Hipposideros maggietaylorae · Hipposideros marisae · Hipposideros megalotis · Hipposideros muscinus · Maleise rondbladvleermuis (Hipposideros nequam) · Hipposideros obscurus · Hipposideros orbiculus · Hipposideros papua · Hipposideros pelingensis · Hipposideros pomona · Hipposideros pratti · Hipposideros pygmaeus · Hipposideros ridleyi · Hipposideros rotalis · Hipposideros ruber · Hipposideros scutinares · Hipposideros semoni · Hipposideros sorenseni · Schneiders rondbladneus (Hipposideros speoris) · Hipposideros stenotis · Hipposideros sumbae · Hipposideros thomensis · Hipposideros turpis · Hipposideros vittatus · Hipposideros wollastoni